# Biblioteca Huntington

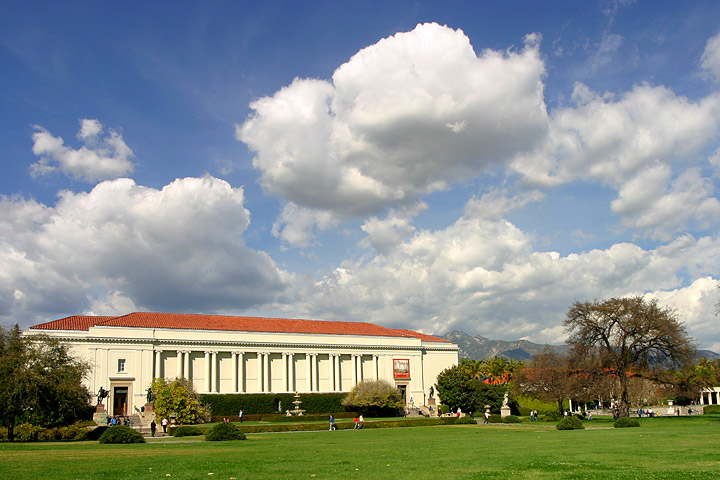
The Huntington Library, California.

The Huntington Library, Art Collections, and Botanical Gardens é uma instituição cultural localizada em San Marino, no estado da Califórnia, nos Estados Unidos.